# HAT-P-19
HAT-P-19 — одиночная звезда в созвездии Андромеды на расстоянии приблизительно 663 световых лет (около 203 парсек) от Солнца. Видимая звёздная величина звезды — +12,853m. Возраст звезды определён как около 6,2 млрд лет.
Вокруг звезды обращается, как минимум, одна планета.

## Характеристики

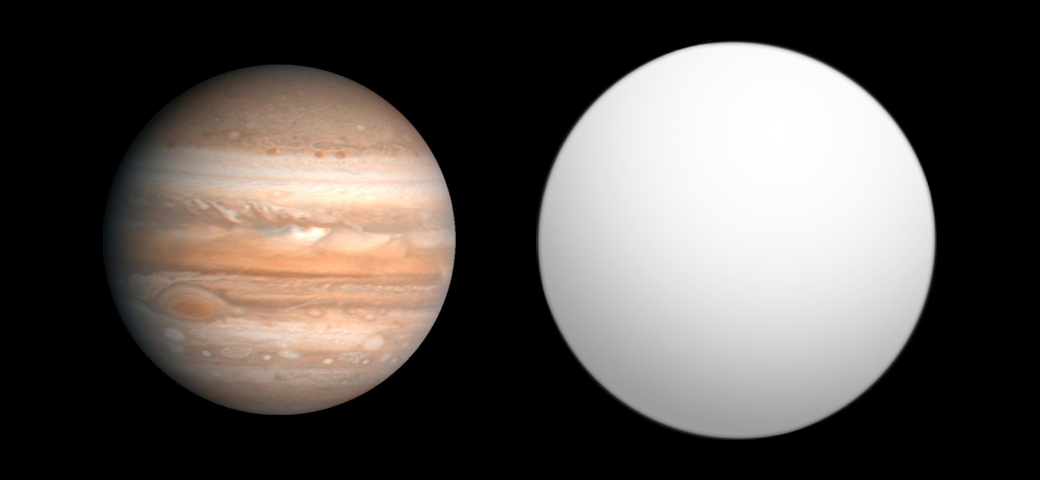
Сравнительные размеры Юпитера и HAT-P-19 b

HAT-P-19 — оранжевый карлик спектрального класса K1V. Масса — около 0,834 солнечной, радиус — около 0,788 солнечного, светимость — около 0,399 солнечной. Эффективная температура — около 4961 K.

## Планетная система
В 2010 году командой астрономов, работающих в рамках проекта HATNet, было объявлено об открытии планеты HAT-P-19 b. Она представляет собой горячий юпитер, то есть газовый гигант, обращающийся очень близко к родительской звезде. Несмотря на размеры, сопоставимые с Юпитером, планета имеет массу, сопоставимую с массой Сатурна, что говорит о низкой плотности её состава. Эффективная температура HAT-P-19 b оценивается в 1010 кельвин.